# العلاقات الباهاماسية الناميبية
العلاقات الباهاماسية الناميبية هي العلاقات الثنائية التي تجمع بين باهاماس وناميبيا.

## مقارنة بين البلدين
هذه مقارنة عامة ومرجعية للدولتين:
| وجه المقارنة                                              | باهاماس      | ناميبيا      |
| --------------------------------------------------------- | ------------ | ------------ |
| المساحة (كم2)                                             | 13.88 ألف    | 825.62 ألف   |
| عدد السكان (نسمة)                                         | 395.36 ألف   | 2.53 مليون   |
| الكثافة السكانية (ن./كم²)                                 | 28.48        | 3.06         |
| العاصمة                                                   | ناساو        | ويندهوك      |
| اللغة الرسمية                                             | لغة إنجليزية | لغة إنجليزية |
| العملة                                                    | دولار بهامي  | دولار ناميبي |
| الناتج المحلي الإجمالي (بليون دولار)                      | 12.16 مليار  | 13.24 مليار  |
| الناتج المحلي الإجمالي (تعادل القوة الشرائية) بليون دولار | 8.92 مليار   | 25.60 مليار  |
| الناتج المحلي الإجمالي الاسمي للفرد دولار أمريكي          | 22.82 ألف    | 4.67 ألف     |
| الناتج المحلي الإجمالي للفرد دولار أمريكي                 |              | 9.96 ألف     |
| مؤشر التنمية البشرية                                      | 0.790        | 0.628        |
| رمز المكالمات الدولي                                      | +1242        | +264         |
| رمز الإنترنت                                              | .bs          | .na          |
| المنطقة الزمنية                                           | 00           | ت ع م+02:00  |

## منظمات دولية مشتركة
يشترك البلدان في عضوية مجموعة من المنظمات الدولية، منها:
| علم المنظمة | اسم المنظمة                                 | تاريخ انضمام باهاماس | تاريخ انضمام ناميبيا |
| ----------- | ------------------------------------------- | -------------------- | -------------------- |
|             | يونسكو                                      | 23 أبريل 1981        | 2 نوفمبر 1978        |
|             | وكالة ضمان الاستثمار متعدد الأطراف          | 4 أكتوبر 1994        | 25 سبتمبر 1990       |
|             | الأمم المتحدة                               | 18 سبتمبر 1973       | 23 أبريل 1990        |
|             | مجموعة دول أفريقيا والكاريبي والمحيط الهادئ | ?                    | ?                    |
|             | دول الكومنولث                               | ?                    | ?                    |
|             | الاتحاد البريدي العالمي                     | ?                    | ?                    |
|             | البنك الدولي للإنشاء والتعمير               | 21 أغسطس 1973        | 25 سبتمبر 1990       |
|             | الاتحاد الدولي للاتصالات                    | 19 أغسطس 1974        | 25 يناير 1984        |
|             | منظمة حظر الأسلحة الكيميائية                | ?                    | ?                    |
|             | مؤسسة التمويل الدولية                       | 8 ديسمبر 1986        | 25 سبتمبر 1990       |
|             | منظمة الشرطة الجنائية الدولية               | ?                    | ?                    |